# Bob de Wilde
Jan (Bob) de Wilde (Amsterdam, 27 december 1913 - Deventer, 28 april 1997) was een Nederlands politicus.
De Wilde was twintig jaar financieel woordvoerder van de VVD-Eerste Kamerfractie. Hij was de zoon van een Amsterdamse tabakshandelaar. Hij was korte tijd werkzaam als ambtenaar in Nederlands-Indië en daarna advocaat en bankier. Hij was een vooraanstaand en gewaardeerd liberaal senator, plaatsvervangend voorzitter van zijn fractie.
Hij woonde in Epse en was Ridder in de Orde van de Nederlandse Leeuw.
- Biografisch Portaal: 22672850
- Parlement.com: vg09lld1a4yv